# Atzar

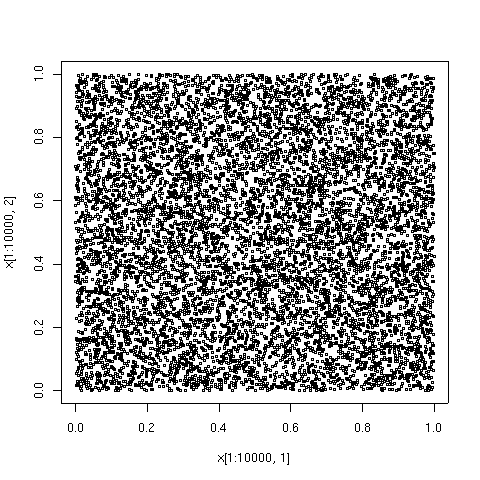
Un mapa de bits generat de forma pseudoaleatòria

L'atzar és un conjunt de causes no conegudes amb el resultat d'un efecte imprevisible, que no està regit per les lleis de la natura ni per la voluntat humana conscient.
En matemàtica la teoria de la probabilitat s'ocupa dels fenòmens atribuïbles a l'atzar. Qualsevol fenomen, que depèn d'un conjunt de condicions massa complexes per a poder estudiar o conèixer-les totes, que no és inevitable ni impossible, es pot atribuir a l'atzar. Les lleis probabilístiques enuncien resultats de tipus global respecte a un gran nombre de repeticions del conjunt de condicions. Aquestes lleis són diferents de les lleis "naturals", ja que no tenen el mateix aspecte de "necessitat" però en matemàtica se n'ha fet una teoria.
L'atzar es fa servir en estadística per referir-se a propietats estadístiques ben definides. Els mètodes de Montecarlo, que estan basats en dades aleatòries (com els proporcionats per generadors de nombres aleatoris o els generadors de nombres pseudoaleatoris), són tècniques importants en ciència, per exemple en computació científica.
La selecció a l'atzar és un mètode per seleccionar elements d'una població, on la probabilitat d'escollir un element específic és la proporció d'aquells elements en la població. Per exemple, en un recipient amb 10 boles vermelles i 90 boles blaves, un mecanisme de selecció a l'atzar escolliria una bola vermella amb probabilitat 1/10. Notem que un mecanisme de selecció a l'atzar que esculli 10 boles del recipient no resultaria necessàriament en 1 bola vermella i 9 de blaves.
En situacions on els elements són distingibles, un mecanisme de selecció a l'atzar requereix que cada element tingui les mateixes probabilitats de ser escollit; és a dir, si el procés de selecció és tal que cada membre de la població té la mateixa probabilitat de sortir escollit, aleshores el procés de selecció és a l'atzar.

## Història

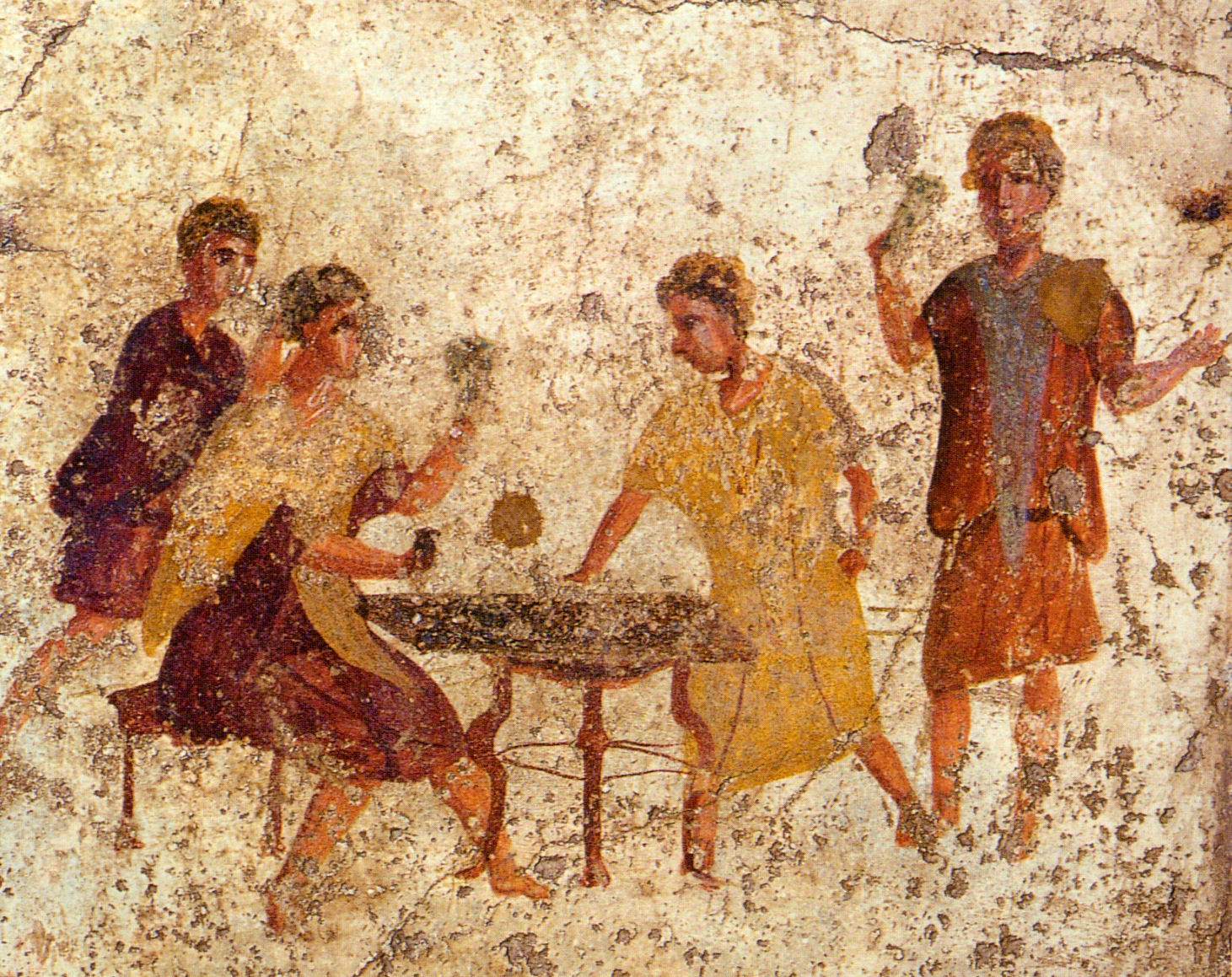
Un fresc antic que representa uns jugadors de daus a Pompeia

Dos daus

En la història antiga, els conceptes de casualitat i atzar estaven fortament intricats amb el de destí. Molts pobles antics llençaven daus per determinar el destí, i això va evolucionar en jocs d'atzar. Moltes cultures antigues empraven diversos mètodes d'endevinació per intentar esquivar l'atzar i el destí.
Els xinesos van ser possiblement el primer poble a formalitzar l'atzar fa uns 3.000 anys. Els filòsofs grecs discutien el tema de l'atzar però només en termes no quantitatius. No va ser fins al segle xvi que els matemàtics italians van començar a formalitzar les probabilitats associades a diversos jocs d'atzar. La invenció del càlcul infinitesimal va tenir un impacte positiu sobre l'estudi formal de l'atzar. En l'edició de 1888 del llibre de John Venn The Logic of Chance, l'autor escrigué un capítol sobre La concepció de l'atzar ((anglès) The conception of randomness) que incloïa la seva visió sobre l'atzar dels dígits de π, construint un camí aleatori en dues dimensions.
La primera part del segle xx va veure un ràpid creixement en l'anàlisi formal de l'atzar, ja que s'introduïren diverses aproximacions als fonaments matemàtics de la probabilitat. Entre mitjans i finals del segle xx, les idees de la teoria algorísmica de la informació van introduir noves dimensions a aquest camp, amb el concepte d'aleatorietat algorísmica.
Encara que l'atzar s'ha vist habitualment com un obstacle i una molèstia durant molts segles, en el segle xx els científics computacionals van començar a adonar-se que la introducció deliberada de l'atzar en els càlculs podien ser una eina eficient per al disseny de millors algorismes. En alguns casos, aquests algorismes probabilístics superen en eficiència els millors mètodes deterministes.

## En ciència
Molts camps científics tenen a veure amb l'atzar:
- Criptografia
- Estadística
- Mecànica estadística
- Mecànica quàntica
- Probabilitat algorísmica
- Reconeixement de patrons
- Teoria del caos
- Teoria de la informació
- Teoria de jocs
- Teoria de la probabilitat

### En física
En el segle xix, els científics van emprar la idea de moviments aleatoris de molècules en el desenvolupament de la mecànica estadística per tal d'explicar els fenòmens de la termodinàmica i les propietats dels gasos.
Segons diverses interpretacions estàndard de la mecànica quàntica, els fenòmens microscòpics són objectivament aleatoris. És a dir, en un experiment que controli tots els paràmetres rellevants de forma causal, alguns aspectes del resultat encara varien a l'atzar. Per exemple, si es col·loca un àtom inestable en un entorn controlat, no es pot predir quant temps trigarà l'àtom a desintegrar-se; només es pot predir la probabilitat de què es desintegri en un temps donat. Així, la mecànica quàntica no especifica el resultat concret dels experiments individuals, només les seves probabilitats. La teoria de les variables ocultes refusen la visió de què la natura contingui una aleatorietat irreductible: aquestes teories defensen que en els processos on apareix l'atzar, hi ha propietats amb una certa distribució estadística darrere allò que és observable, i que determinen el resultat en cada cas.

### En biologia
La síntesi evolutiva moderna atribueix la diversitat de vida observada a la selecció natural, en la qual algunes mutacions genètiques aleatòries estan contingues en el patrimoni gènic, a causa de l'oportunitat sistemàticament millorada de supervivència i de reproducció que aquests gens mutats confereixen sobre els individus que els posseeixen.
Les característiques d'un organisme es manifesten fins a cert punt de matera determinista (per exemple, sota la influència dels gens i de l'entorn) i fins a cert punt de manera aleatòria. Per exemple, la densitat de pigues que apareixen a la pell d'una persona està controlada pels gens i per l'exposició a la llum, mentre que la localització de cada piga individual sembla a l'atzar.
L'atzar és important si un animal s'ha de comportar d'una manera que resulti impredictible per als altres. Per exemple, els insectes en vol tendeixen a moure's amb canvis aleatoris de direcció, fent difícil que els depredadors que els persegueixen prediguin les seves trajectòries.

### En matemàtiques
La teoria matemàtica de la probabilitat va sorgir a partir dels intents de formular descripcions matemàtiques d'esdeveniments aleatoris, originalment en el context de les apostes, però més endavant en connexió amb la física. L'estadística es fa servir per inferir la distribució de probabilitat subjacent d'una col·lecció d'observacions empíriques. Per tal de realitzar simulacions, és necessari tenir una gran font de nombres aleatoris, o bé tenir mitjans per a generar-los.
La teoria algorísmica de la informació estudia, entre altres temes, què constitueix una successió aleatòria. La idea central és que una cadena de bits és aleatòria si i només si és més curta que qualsevol programa que pugui produir aquesta cadena (complexitat de Kolmogórov); això significa que les cadenes aleatòries són aquelles que no es poden comprimir. Els pioners d'aquest camp inclouen Andrei Kolmogórov i el seu estudiant Per Martin-Löf, Ray Solomonoff i Gregory Chaitin.
L'aleatorietat apareix en nombres com log (2) i π. Els dígits decimals de π constitueixen una successió infinita i "no es repeteixen mai de manera cíclica." Hom no sap determinar si els nombres com π són normals, la qual cosa vol dir que els seus dígits són aleatoris en un cert sentit estadístic.
| «                                                                       | (anglès) Pi certainly seems to behave this way. In the first six billion decimal places of pi, each of the digits from 0 through 9 shows up about six hundred million times. Yet such results, conceivably accidental, do not prove normality even in base 10, much less normality in other number bases. | (català) Π sembla comportar-se d'aquesta manera. En els primers 6.000 milions de posicions decimals de π, cadascun dels dígits del 0 al 9 apareix uns 600 milions de cops. Tot i això, aquests resultats no demostren la normalitat en base 10, i molt menys en altres bases. | » |
| — Paul Preuss, Are the digits of pi random? researcher may hold the key | | |   |

### En estadística

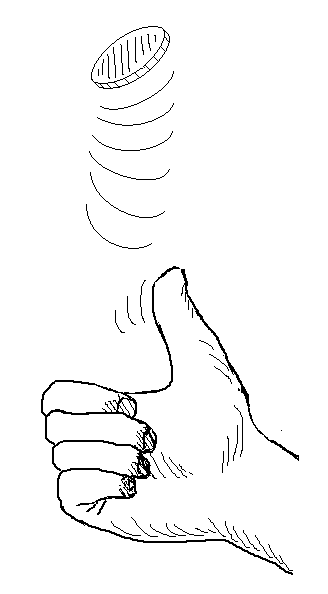
En llançar una moneda, que caigui de cara o creu és fruit de l'atzar

En estadística, l'atzar es fa servir per crear mostres aleatòries simples. Això permet que un sondeig completament aleatori de grups de població puguin proporcionar dades realistes. Alguns mètodes habituals de realitzar-ho són extreure noms d'un barret o emprar una taula de dígits aleatoris.

### En ciència de la informació
En ciència de la informació, la informació irrellevant o sense sentit es considera com a soroll. El soroll consisteix d'una gran quantitat de distorsions amb una distribució temporal estadísticament aleatòria.
En teoria de la comunicació, l'atzar d'un senyal s'anomena "soroll" i és un concepte oposat al component de la variació que és atribuïble a la font del senyal.
En termes del desenvolupament de xarxes aleatòries, l'atzar rau en les dues suposicions de Paul Erdős i Alfréd Rényi, que afirmaven que hi ha un nombre fix de nodes, que aquest nombre roman fix durant tota la vida de la xarxa, i que tots els nodes són iguals i connectats de manera aleatòria els uns als altres.

### En finances
La teoria del passeig aleatori considera que els preus dels actius en un mercat organitzat evolucionen a l'atzar, en el sentit que el valor esperat del seu canvi és zero, però ell valor real pot resultar ser positiu o negatiu. Més en general, els preus dels actius estan influïts per una varietat d'esdeveniments impredictibles en l'entorn econòmic general.

### Atzar i impredictibilitat
L'atzar és una propietat objectiva, al contrari que la impredictibilitat. És a dir, el que sembla impredictible per a un observador pot no semblar impredictible per a un altre. Per exemple, un missatge encriptat apareix com una successió impredictible de bits per a qualsevol observador que no posseeixi la clau criptogràfica necessària per a desencriptar el missatge i obtenir el missatge original. Per al primer observador, la successió és impredictible, mentre que per a algú que tingui la clau, és predictible.
Algunes successions definides matemàticament, com els decimals de π, posseeixen algunes característiques de les successions aleatòries, però com que estan generades per un mecanisme descriptible, hom les anomena pseudoaleatòries. Per a un observador que no conegui el mecanisme, una seqüència pseudoaleatòria és impredictible.
Un aspecte intrigant dels processos aleatoris és que resulta complicat conèixer si un procés és realment fruit de l'atzar. Un observador pot sospitar que hi ha alguna "clau" que desbloquegi el missatge. Això és un motiu per a la superstició, així com una motivació per a la investigació en ciència i matemàtiques.
La hipòtesi cosmològica del determinisme és que no hi ha atzar en l'univers, només impredictibilitat, i només pot haver-hi un possible resultat per a tots els esdeveniments de l'univers. Un seguidor de la interpretació freqüentista de la probabilitat podria afirmar que cap esdeveniment pot tenir una probabilitat, ja que només hi ha un resultat universal. La tendència rival de la interpretació bayesiana de la probabilitat utilitza les probabilitats per tal de representar una manca de coneixement complet dels resultats.
Els sistemes caòtics són impredictibles a la pràctica, ja que són extremadament sensibles a les condicions inicials. En algunes disciplines de la teoria de la computabilitat, la noció d'atzar s'identifica amb la impredictibilitat computacional. El fet de discernir si els sistemes caòtics són o no computables és una matèria d'investigació.
Els esdeveniments individuals aleatoris poden voler descriure's en el seu conjunt, habitualment en termes de probabilitat o de valor esperat. Per exemple, la mecànica quàntica proporciona un càlcul molt precís de les semivides dels àtoms, encara que el procés concret de desintegració atòmica és aleatori. Per posar una analogia més senzilla, encara que no es pot predir el resultat de llençar a l'aire una sola moneda, sí que es pot descriure el seu comportament general si es realitzen un gran nombre de llançaments (aproximadament la meitat de llançaments resultaran en "cara" i l'altra meitat en "creu"). La llei d'Ohm i la teoria cinètica molecular són fenòmens que no són aleatoris a nivell macroscòpic, però que hom suposa que són aleatoris a nivell microscòpic.

## En política
La selecció a l'atzar pot ser un mètode oficial per tal de resoldre empats electorals en algunes jurisdiccions. El seu ús en política és molt antic, ja que els càrrecs públics d'Atenes en l'antiguitat eren escollits per sorteig, i no hi havia votacions.

## Atzar i religió
L'atzar es pot visualitzar com a conflictiva amb les idees deterministes d'algunes religions, com per exemple que l'univers fou creat per una deïtat omniscient que és coneixedora de tots els esdeveniments passats i futurs. Si hom té la visió de què l'univers té un propòsit, llavors l'atzar pot veure's com impossible. Aquest és un dels arguments de l'oposició religiosa a l'evolució, que afirma que la selecció no-aleatòria s'aplica als resultats de la variació genètica a l'atzar.
En alguns contextos religiosos, alguns procediments que es veuen com a aleatoris s'utilitzen per a l'endevinació. La cleromància utilitza el llançament d'ossos o daus per revelar quina és la voluntat dels déus.
Els seguidors del discordianisme, que veneren Eris, la deessa grecoromana del caos, tenen una creença profunda en l'atzar i la impredictibilitat.

## Aplicacions
En la majoria dels seus usos matemàtics, polítics, socials i religiosos, l'atzar es fa servir per a la seva "imparcialitat" innata i la seva falta de biaix.
Política: La democràcia atenesa estava basada en el concepte d'isonomia (igualtat de drets polítics), i feien servir procediments complexos aleatoris per assegurar que les posicions en els comitès de govern d'Atenes es distribuïssin de manera justa. La insaculació està ara restringida a l'elecció de jurats en els sistemes legals anglosaxons, així com en situacions on s'aproxima la "imparcialitat" per l'aleatorització, com en l'elecció de jurats populars i els sortejos de reclutament forçós.
Jocs: Els nombres aleatoris es van investigar per primer cop en el context de les apostes, i molts dispositius aleatoritzants, com els daus, els mescladors de cartes i les ruletes es van desenvolupar per al seu ús en apostes. La possibilitat de generar nombres aleatoris de manera justa és vital en el camp de les apostes electròniques, i per això, els mètodes per generar-los estan regulats per organismes governamentals, com la Dirección General de Ordenación del Juego. Els sortejos a l'atzar també s'usen per determinar els guanyadors de les loteries. A través de la història, l'aleatorietat s'ha utilitzat per a jocs d'atzar i per a seleccionar individus de forma justa per tal de fer tasques indesitjades.
Esports: Alguns esports, com el futbol, utilitzen llançaments de cara o creu per seleccionar de manera aleatòria les condicions d'inici per a partits o per a sistemes d'eliminació directa (play-offs). L'NBA utilitza un sorteig dirigit per tal d'ordenar els equips del draft.
Matemàtiques: Els nombres aleatoris també s'usen quan han de tenir una importància matemàtica rellevant, com en els mostrejos per a sondejos d'opinió o per a extreure mostres en sistemes de control de qualitat. Les solucions computacionals per a alguns tipus de problemes utilitzen freqüentment els nombres aleatoris, com en el mètode de Montecarlo i en els algorismes genètics.
Medicina: La selecció aleatòria per a una intervenció clínica es fa servir per a reduir el biaix en proves controlades (per exemple, en proves controlades aleatòries).
Religió: Encara que no estan voluntàriament lligades a l'atzar, algunes formes d'endevinació com la cleromància interpreten el que sembla un esdeveniment aleatori com un mitjà per tal que un ens diví comuniqui la seva voluntat.

## Generació

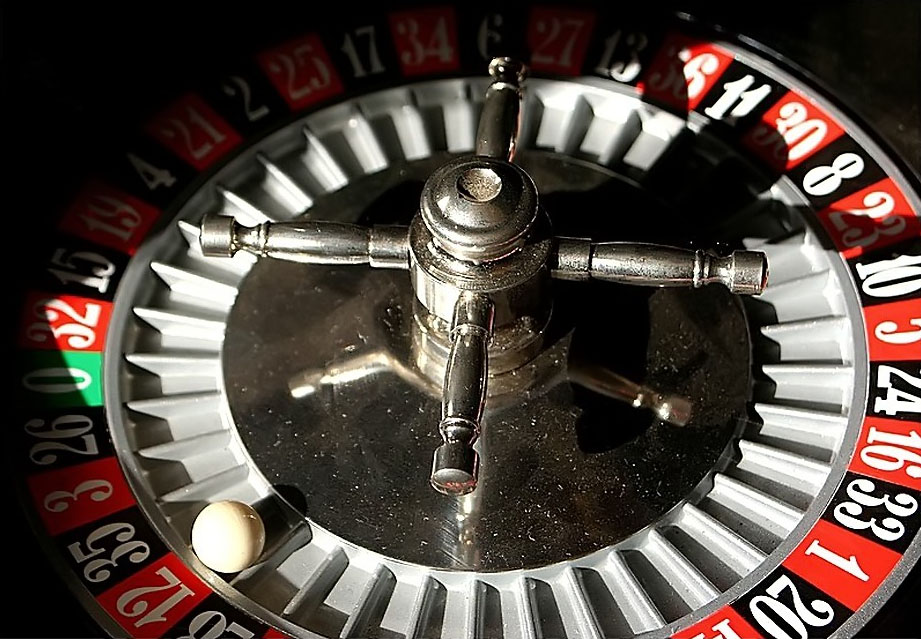
La bola d'una ruleta es pot utilitzar com a font d'un atzar aparent, perquè el seu comportament és molt sensible a les condicions inicials.

En general, hi ha tres mecanismes que són responsables per a un comportament (aparentment) aleatori en els sistemes:
1. Atzar provinent de l'entorn (per exemple, el moviment brownià, però també els generadors de nombres aleatoris per dispositius mecànics)
2. Atzar provinent de les condicions inicials. Aquest aspecte s'estudia en la teoria del caos i s'observa en sistemes que tenen un comportament molt sensible a petites variacions de les condicions inicials (com en les màquines pachinko i els daus).
3. Atzar generat intrínsecament pel sistema. D'això també se'n diu pseudoaleatorietat, i és el tipus utilitzat pels generadors de nombres pseudoaleatoris. Existeixen molts algorismes (basats en l'aritmètica o en els autòmats cel·lulars) per generar nombres pseudoaleatoris. El comportament del sistema es pot determinar coneixent la llavor estat i l'algorisme emprat. Aquests mètodes acostumen a ser més ràpids que el fet d'obtenir atzar "real" de l'entorn.

Les diverses aplicacions de l'atzar han portat a diferents mètodes per tal de generar dades aleatòries. Aquests mètodes poden variar pel que fa a la seva impredictibilitat, la seva aleatorietat estadística i la seva rapidesa.
Abans de l'aparició de la generació de nombres aleatoris per mitjà de computadors, era molt laboriós generar grans quantitats de nombres aleatoris. De vegades, els resultats es compilaven i distribuïen en taules de nombres aleatoris.

## Mesuraments i proves
Existeixen moltes proves d'aleatorietat per a una seqüència binària, entre els quals hi ha els que mesuren la freqüència, les transformacions discretes i la complexitat, o una combinació. Aquests mètodes inclouen proves ideades per Kak, Phillips, Yuen, Hopkins, Beth i Dai, Mund, i Marsaglia i Zaman.

## Malentesos i fal·làcies lògiques
Les percepcions populars de l'atzar acostumen a ser malentesos, basats en raonaments fal·laços o en intuïcions.

### Un nombre és "esperat"
L'argument és: "En una selecció aleatòria de nombres, com que tots els nombres han d'aparèixer en algun moment, aquells que encara no han sortit escollits són 'esperats' i, per tant, és més probable que apareguin." Aquesta lògica és certa només si s'aplica a un sistema on els nombres escollits s'eliminen del sistema, com quan es reparteixen cartes i no es tornen a la baralla. En aquest cas, si es reparteix p. ex. un rei, el següent cop que es reparteixi una carta hi haurà menys probabilitats que es torni a repartir un rei; però si el rei inicial es torna a la baralla, i la baralla es mescla suficientment, la probabilitat de treure un rei és la mateixa que la de qualsevol altra carta de la baralla. El mateix és cert per a qualsevol altre procés on els objectes se seleccionen de manera independent, i no s'eliminen després de l'esdeveniment, com per exemple llençar un dau, llençar una moneda, o la majora de sistemes de selecció de nombres de la loteria. Els processos realment aleatoris no tenen memòria i, per tant, els esdeveniments passats no poden influir en els esdeveniments futurs.

### Un nombre està "maleït" o "calent"
En una successió aleatòria de nombres, hom podria dir que un nombre està "maleït" si ha aparegut menys vegades en el passat i, per tant, hom podria pensar que hauria d'aparèixer relativament poques vegades en el futur. Anàlogament, un nombre pot ser considerat "calent" si ha aparegut més vegades que els altres en el passat, i hom podria esperar que aparegués relativament més vegades també en el futur. Aquesta lògica només és vàlida si l'aleatorització està esbiaixada, com per exemple en un dau carregat. Si el dau és just, en canvi, els llançaments anteriors no donen cap indicació dels esdeveniments futurs.
En la naturalesa, els esdeveniments rarament apareixen amb una freqüència perfectament uniforme, de tal manera que té cert sentit observar els resultats apareguts per tal de determinar quins esdeveniments són més probables. Aquesta lògica, però, és fal·laç quan s'aplica a sistemes dissenyats per a obtenir resultats equiprobables, com en una baralla de cartes mesclada, en daus, i en ruletes.

### Les probabilitats mai no són dinàmiques
A l'inici d'una situació, hom pot calcular les probabilitats d'un cert esdeveniment. Però, en el moment en què hom obté més informació sobre la situació, cal recalcular aquesta probabilitat.
Suposem que ens diuen que una dona té dos fills. Si preguntem si algun d'ells és una noia, i ens diuen que sí, quina és la probabilitat que l'altre fill sigui també una noia? Considerant aquest nou fill de manera independent, hom podria esperar que la probabilitat que el segon fill sigui una noia és d'1/2 (50%). Però si es construeix un espai de probabilitat (il·lustrant totes les possibilitats), podem veure que la probabilitat és només d'1/3 (33%). Això és perquè l'espai de probabilitats il·lustra les 4 possibilitats per als fills: noi-noi, noia-noi, noi-noia i noia-noia. Però ens ha donat més informació: un cop ens han dit que un dels fills és noia, utilitzem aquesta nova informació per eliminar la possibilitat noi-noi. Així, l'espai de probabilitat mostra que hi ha 3 formes de tenir dos fills on un sigui una noia: noi-noia, noia-noi i noia-noia. Només 1/3 d'aquestes possibilitats tindria una noia com a l'altre fill. Quan es fa servir un espai de probabilitat, és menys probable que oblidem una de les possibilitats, o que obviem la importància d'una nova informació.

Quan el presentador obre una porta que conté una cabra, això és informació nova.

Aquesta tècnica proporciona un mètode útil d'anàlisi per a altres situacions, com el problema de Monty Hall, un joc on s'amaga un cotxe al darrere d'una d'entre tres portes, i s'amaguen dues cabres (simbolitzant un premi sense valor) al darrere de les altres. Un cop el concursant ha escollit una porta, el presentador, obre una de les portes restants, desvetllant una cabra, i eliminant aquesta porta com a opció. Ara que només queden dues portes (una amb el cotxe, l'altra amb una cabra), el concursant ha de decidir si manté la seva decisió o canvia i escull l'altra porta. Intuïtivament, hom podria pensar que el concursant està ara escollint entre dues portes amb igual probabilitat, i que l'oportunitat d'escollir una altra porta no té cap diferència. Però els espais de probabilitat mostren que el concursant ha rebut una nova informació, i que pot incrementar les seves opcions de guanyar si canvia de porta.